# П-18
П-18 је совјетски 2Д осматрачки радар средњег домета. Уведен је у наоружање 1970. године

## Опис
П-18 је настао даљим развојем старијег радара П-12. Рад у VHF радном подручју пружа му могућности откривања летелица са стелт карактеристикама, а радне фреквенције и отпорност на противрадарске ракете. Поседује домет од 260 километара по даљини и 27.000 метара по висини. 
Одликује га мобилност и могућност управљања радаром из кабине удаљене до 500 метара од антенског система, издвајањем једног од два показивача која се налазе у главној кабини.
Серијска производња је трајала од 1971. па до 1991. године у Заводу "Нител" и у том периоду је произведено невероватних 2995 радарских станица, од чега 1218 за извоз, а остатак за оружане снаге СССР.

## Корисници
П-18 је користило или користи 24 државе широм света, а међу њима и Србија, где је радар модернизован и у саставу је 250. ракетне бригаде.